# 야리 쿠리
야리 페카 쿠리(핀란드어: Jari Pekka Kurri, 1960년 5월 18일 ~ )는 핀란드의 은퇴한 아이스하키 선수로 현역 시절 포지션은 라이트윙이다. 내셔널 하키 리그(NHL)에 진출한 가장 위대한 핀란드 선수이며, 가장 뛰어난 유럽인 선수로 간주된다.
8시즌 동안 웨인 그레츠키와 팀을 이뤄 NHL에서 활약했으며, 그와 함께 5년 동안 에드먼턴 오일러스의 소속으로 5번의 스탠리 컵을 들어올렸다. 또한 현역 시절에 한 시즌 당 70골을 넣으며 100포인트 이상의 득점 포인트를 기록하여 팀의 득점원으로 활약하였다.

## 같이 보기
- 하키 명예의 전당